# BBC Microcomputer System
El BBC Microcomputer System, o BBC Micro, va ser una sèrie de microordinadors i perifèrics associats dissenyada i construïda per l'Acorn Computers per al BBC Computer Literacy Project («Projecte d'alfabetització informàtica de BBC»), operat per la British Broadcasting Corporation. Dissenyat amb un èmfasi en educació, era notable per la seva resistència, capacitat d'expansió i qualitat del seu sistema operatiu.
L'Acorn Proton era un projecte preexistent en l'Acorn per succeir el microordinador Acorn Atom. Va ser presentat i va vèncer l'oferta pública del Literacy Project, que buscava un ordinador que donés suport als programes de TV i literatura del projecte. Rebatejat de BBC Micro, la plataforma va ser escollida per la majoria de les escoles i es va convertir en una pedra angular de la computació en l'educació britànica durant els anys 1980, canviant el destí de l'Acorn. Va obtenir un èxit moderat com ordinador domèstic al Regne Unit, malgrat el seu preu elevat. La màquina va estar implicada directament en el desenvolupament de l'arquitectura ARM, que encara estava en ús arrelat el 2008, en els sistemes incrustats i netbooks.
Encara que dotze models amb la marca BBC hagin estat produïts, l'expressió «BBC Micro» és usada col·loquialment en referència als quatre primers models (Model A, B, B+64 i B+128), amb els últims vuit sent citats com les seriïs BBC Master i Archimedes.

## Especificacions tècniques
| Parts          | Especificacions | Especificacions |
| -------------- | --- | --------------- |
| UCP            | MOS Technology 6502 a 2,00 MHz |                 |
| RAM            | 16 KiB - 128 KiB (màx.) |                 |
| ROM            | 32 KiB - 48 KiB (màx.) |                 |
| Teclat         | mecànic, 64 tecles (amb 10 tecles de funció i tecles de cursor)                                                                                             |                 |
| Monitor        | televisor o monitor RGB; mode text: 40 x 32/25, 80 x 32/25, 20 x 32 i 40 x 25 caràcters; modes gràfics: 640 x 256 / 320 x 256 / 160 x 256 pixels; 16 colors |                 |
| So             | quatre canals, 7 octaves |                 |
| Ports          | port d'expansió, 1 port sèrie RS423, 1 port Econet, ports de casset, 1 port paral·lel, connector de disquetera                                              |                 |
| Emmagatzematge | casset o 1 a 4 disqueteres (5,25", 250 KiB) |                 |